# Canal 7 (Cibao)
Canal 7 Cibao fue una cadena de televisión de la República Dominicana que emitió desde Santiago de los Caballeros. Cubre toda la región norte central del país. Su nombre original al principio era Rahintel Cibao 7. Era un canal de programación local y regional que estuvo transmitiendo por el canal 7 desde mediados de 1986 hasta 1999. En la actualidad la señal se ve por el canal 55 con el nombre de Super TV 55.
En agosto de 1994, el canal deja de afiliarse a Rahintel y pasa a afiliarse a TV13 a partir del 10 de septiembre de ese año, que desde 1985 tuvo interés en llegar al Cibao. El uso por parte del grupo de Leonel Almonte era una violación de la Ley 908.

## Cobertura
La estación de TV tenía originalmente sus transmisores en el Monumento a los Héroes de La Restauración de la ciudad de Santiago pero los mismos fueron trasladados a la loma de El Mogote ubicada en la provincia Espaillat. La cobertura inicial era el Cibao Central que comprende a las provincias de Santiago, La Vega, Espaillat y Valverde. Con su traslado al Mogote la cobertura de esta cadena de TV se expande hacia el noroeste y nordeste de la región del Cibao. 

## Eslóganes
Canal 7 Cibao: La Mejor Imagen !  (1986) Primer eslogan del canal 7 Cibao. 
El Canal de Todos- (1994-1999). Este mismo eslogan fue usado en Super TV 55 después del cierre del 7 Cibao.

## Ubicación de la Estación de TV
La estación de TV estuvo ubicada en el edificio del hoy quebrado Banco Universal, en la calle del Sol esquina Calle General Luperon.